# Бакс (Швейцария)
Бакс (нем. Bachs) — коммуна в Швейцарии, в кантоне Цюрих.
Входит в состав округа Дильсдорф. Население составляет 553 человека (на 31 декабря 2006 года). Официальный код — 0081.